# ان پردایس هانسفورد
ان پردایس هانسفورد (انگلیسی: Anne Paradise Hansford; ۱۸ اوت ۱۹۲۴ – ۱۰ ژوئیهٔ ۲۰۲۱) بازیکن بسکتبال اهل ایالات متحده آمریکا بود.